# Est 31.001 bis 31.040
Die Est 31.001 bis 31.040 der Est-Baureihe 11s waren Heißdampf-Verbundlokomotiven mit Schlepptender der französischen Compagnie des chemins de fer de l’Est (EST) für den Schnellzugdienst, die mit einem Vierzylinder-Triebwerk nach de Glehn ausgeführt waren. Sie wurden in den 1930er Jahren einem Leistungssteigerungsprogramm unterzogen und danach als Est 231.001 bis 231.040 bezeichnet, die 1938 bei der SNCF als Baureihe 1-231 B eingereiht wurden.

## Geschichte
Nachdem 1914 Versuche mit der Lokomotive Nr. 3569 der Compagnie du chemin de fer de Paris à Orléans erfolgreich verlaufen waren, wollte auch die Chemins de fer de l’Est ebenfalls Pacific-Lokomotiven für die Bespannung schwerer Reisezüge beschaffen, da die 2’C-Lokomotiven Est 3103 bis 3280 bei dieser Aufgabe zunehmend an ihre Grenzen stießen. Die Bestellung konnte jedoch erst nach dem Ende des Ersten Weltkrieges erfolgen. Das Ministerium für öffentliche Arbeiten beschloss, die Pacific-Lokomotiven für die EST nach bestehenden Plänen zu bauen, um den während des Krieges reduzierten Bestand so schnell wie möglich wieder aufzufüllen. Sie sind deshalb baugleich zu den 1914 gelieferten 231.501 bis 783 der Chemins de fer de l’État (ETAT), welche die ETAT selber entworfen hatte.
Die Lokomotiven wurden in zwei Serien gebaut: Die Nummern 31001 bis 31020 stammten von der Société Franco-Belge in Raismes, die Nummern 31021 bis 31040 von Batignolles-Châtillon in Nantes. Sie gehörten zur Baureihe 11s der EST und waren den Depots Paris la Villette, Chaumont, Châlons-sur-Marne, Reims, Nancy und Troyes zugeteilt, wo sie Schnellzüge bespannten. In den Jahren 1932 bis 1937 wurden die Lokomotiven in den bahneigenen Zentralwerkstätten in Épernay verschiedenen leistungssteigernden Maßnahmen unterzogen, die auf den Arbeiten von André Chapelon beruhten, aber im Vergleich zu den Umbauten bei anderen Gesellschaften am wenigsten weit gingen. Die umgebauten Lokomotiven erhielten die Nummern 231.001 bis 231.040, ab 1938 die SNCF-Nummern 1-231.B 1 bis 40.
Am Ende des Zweiten Weltkrieges waren die Lokomotiven den Depots von Belfort, Reims, Nancy und Mohon zugeteilt. Es waren noch 39 Lokomotiven vorhanden da die 1-231 B 7 im Jahre 1945 verschrottet wurde. In diesen Depots fuhren sie immer noch Schnellzüge. Ab 1957 wurde die Baureihe durch die leistungsstärkeren PLM-Pacific-Lokomotiven 231 G und 231 K abgelöst und ausgemustert. Die letzte Lokomotive war die 1-231.B 31, die 1959 im Depot Reims abgestellt wurde.

## Technik
Die Lokomotiven waren baugleich mit den ETAT 231-501 bis 783, die auf der Bauart PO 3500 basierten. Sie besaßen ein Vierzylinder-Verbundtriebwerk nach de Glehn mit außenliegenden Hochdruckzylindern und innenliegenden Niederdruckzylindern. Beide Triebwerke waren mit Walschaerts-Steuerung ausgerüstet. Die Feuerbüchse war in Crampton-Bauweise mit flacher Decke ausgeführt. Der Durchmesser des Langkessels betrug 1680 mm. Das führende Drehgestell war mit Innenrahmen ausgeführt. Sowohl das Drehgestell als auch die Bisselachse waren seitlich verschiebbar, beide in der Bauart der Chemin de Fer du Nord.ausgeführt.
In den bahneigenen Werkstätten in Épernay fanden von 1932 bis 1937 Verbesserungen an den Lokomotiven statt, welche ihre Leistung erhöhten. Der Kesseldruck wurde von 15,7 bar auf 16,7 bar erhöht. Des Weiteren wurde ein verbessertes Blasrohr eingebaut und die Schmidt-Überhitzer durch die Bauarten DM3 oder Houlet ersetzt. Außerdem wurde der Querschnitt der Dampfleitungen vergrößert, wie von André Chapelon empfohlen. Drei Lokomotiven erhielten ACFI-Vorwärmer und acht Maschinen wurden mit Metcalfe-Injektoren ausgestattet. Alle anderen Lokomotiven bekamen Worthington-Vorwärmer. Die Flachschieber bei den Niederdruckzylindern wurden durch Kolbenschieber ersetzt. Zudem wurden alle Lokomotiven mit Windleitblechen ausgestattet. Die Lokomotiven 31007 bis 310029 erhielten eine Ventilsteuerung von Dabeg bei den Niederdruckzylindern.
Diese Lokomotiven wurden mit Schlepptendern der Bauart ETAT mit einem Fassungsvermögen von 22 m³ Wasser und 8 t Kohle geliefert. Kurz nach der Auslieferung wurden die Lokomotiven jedoch mit der Führerstandsplattform der Bauart "Mestre" ausgerüstet, die keine bewegliche Schürze zwischen Lokomotive und Tender hatte. Außerdem wurde die TI-Kupplung eingebaut, wobei TI für Tender interchangeable ‚austauschbarer Tender‘ stand. Die Einheitskupplung zwischen Lok und Tender ermöglichte es, die Lokomotiven je nach Einsatz mit unterschiedlich großen Schlepptendern zu kuppeln, weshalb die Tender bei der EST auch eigene, von der Lokomotive unabhängige Betriebsnummern erhielten. Statt den ursprünglichen Tendern wurden größere Tender mit 25 m³, 32 m³ oder 35 m³ Wasserinhalt eingesetzt. Die ursprünglichen Tender wurden ebenfalls mit der TI-Kupplung ausgerüstet und für 25,4 m³ Wasser und 10 t Kohle umgebaut. Sie trugen die Betriebsnummern 25001 bis 25040 und wurden bei der SNCF zu 1-25 A 1 bis 40. Ein Tender dieser Baureihe war an die Est 41.001 gekuppelt, ein Prototyp, der die erste 2’D1’-Lokomotive in Europa war, auch die Est 3230 fuhr mit einem solchen Tender. Die meisten Tender wurden jedoch für die Güterzuglokomotiven Est 5211 bis 5335 verwendet, die modifizierte Nachbauten der Sächsischen XIII H waren, die wiederum auf der preußischen G12 basierte.